# 宗教比較
宗教比較（或宗教比較學）是宗教學的一個分析世界上的各個宗教不同的觀點和思想的解釋，並且找出他們共同性與差異性，以此來建構宗教現象形成與發展的通則與理論的學科。這學科的範疇是根據對神話和靈性的研究，為要由宗教的隱喻取得主要的論點和在各種不同方法之下追查一個各宗教可能的直接文化連繫。宗教比較學也認為除了各式各樣宗教信仰的儀式及其他觀點比較之外，所有其他宗教信仰的思想是真没有假。
宗教是豐富、複雜、多層次的，同時有心理層面（人心、信仰、祈禱等）、社會文化層面（文化、儀式、團體、機構、教派）、本體層面（人與某種現實的關係，包括與超越現實的關係）。
宗教也包括人性的問題，例如：生活價值觀、生活方法、生活道德、生活前途、生活成就等等。
個別的人類學者亦贊成宗教比較學的學說。
美籍德國學者瓦哈（J. Wach）將西方比較宗教學的發展，分為三個階段(比宗三階段)：

## 學科範疇
- 東方宗教及西方宗教傳統比較
- 耆那教和印度教
- 基督教和佛教
- 猶太教和佛教
- 基督教與猶太教
- 伊斯蘭教與基督教
- 基督教、猶太教與伊斯蘭教
- 地區性宗教
- 原教旨主義
- 世界性宗教
- 人文主義
- 佛教與道教
- 瑣羅亞斯德教與基督教
- 基督教與天主教
- 天主教與基督教

## 外部連結
- Academicinfo.net（页面存档备份，存于）
- Rutgers University（页面存档备份，存于）
- Comparative-religion.com

1. ↑  蔡源林. . 比較宗教學.   [2025-03-29] （中文）.